# Unterseeboot 145 (1940)
Pour les articles homonymes, voir Unterseeboot 145.
Le Unterseeboot 145 ou U-145 est un sous-marin allemand (U-Boot) de type II.D utilisé par la Kriegsmarine pendant la Seconde Guerre mondiale.
Comme les sous-marins de type II étaient trop petits pour des missions de combat dans l'océan Atlantique, il a été utilisé principalement dans la Mer du Nord.

## Historique
Mis en service le 16 octobre 1940, l'U-145 a servi comme sous-marin d'entrainement et de navire-école pour les équipages d'abord au sein de la 1. Unterseebootsflottille à Kiel, puis à partir du 19 décembre 1940 dans la 22. Unterseebootsflottille à Gotenhafen. En juin 1941, l'U-145 devient opérationnel.
Il quitte le 18 juin 1941 le port de Gotenhafen pour sa première patrouille sous les ordres de Rudolf Franzius. Après 19 jours en mer, il retourne à Stormelö le 6 juillet 1941.
Sa deuxième patrouille est réalisée du 14 au 29 juillet 1941, soit 16 jours en mer, avec un aller-retour à Stormelö.
Sa troisième et dernière patrouille de guerre le voit partir de Stormelö le 9 août 1941 et rejoindre Oxhöft 20 jours plus tard, soit le 28 août 1941.
Il quitte le service active début septembre 1941 et ne sert plus qu'à la formation des sous-mariniers jusqu'à la fin de la guerre.
Le 5 mai 1945, l'U-145 se rend aux forces alliées à Heligoland en Allemagne.
Le 30 juin 1945, l'U-145 appareille de Wilhelmshaven vers l'Écosse pour le Loch Ryan pour prendre part à l'Opération Deadlight.
L'U-145 est coulé le 22 décembre 1945 à la position géographique de 55° 47′ N, 9° 56′ O.

## Affectations
- 1. Unterseebootsflottille à Kiel du 16 octobre au 18 décembre 1940 (entrainement)
- 22. Unterseebootsflottille à Gotenhafen du 19 décembre 1940 au 8 mai 1945 (navire-école et service active)

## Commandements
- Oberleutnant zur See Heinrich Driver du 16 octobre au 18 décembre 1940
- Rudolf Franzius du 19 décembre 1940 au 21 octobre 1941
- Oberleutnant zur See Heinz Schomburg du 22 octobre au 25 novembre 1941
- Oberleutnant zur See Reimar Ziesmer du 26 novembre 1941 au 14 décembre 1942
- Oberleutnant zur See Otto Hübschen du 15 décembre 1942 au 12 mars 1944
- Oberleutnant zur See  Horst Hübsch du 13 mars au 26 novembre 1944
- Oberleutnant zur See Friedrich-Karl Görner du 27 novembre 1944 au 8 mai 1945

Nota: Les noms de commandants sans indication de grade signifie que leur grade n'est pas connu avec certitude à notre époque (2013) à la date de la prise de commandement.

## Patrouilles
|       | Commandant      | Départ          | Départ     | Arrivée         | Arrivée  | Jours    | Succès |
| ----- | --------------- | --------------- | ---------- | --------------- | -------- | -------- | ------ |
| 1     | Rudolf Franzius | 18 juin 1941    | Gotenhafen | 6 juillet 1941  | Stormelö | 19 jours |        |
| 2     | Rudolf Franzius | 14 juillet 1941 | Stormelö   | 29 juillet 1941 | Stormelö | 16 jours |        |
| 3     | Rudolf Franzius | 9 août 1941     | Stormelö   | 28 août 1941    | Oxhöft   | 20 jours |        |
| Total | Total           | Total           | Total      | Total           | Total    | 55 jours | 0 t    |

Nota: Les noms de commandants sans indication de grade signifie que leur grade n'est pas connu avec certitude à notre époque (2013) à la date de la prise de commandement.

## Navires coulés
L'Unterseeboot 145 n'a ni coulé, ni endommagé de navire ennemi au cours des 3 patrouilles (55 jours en mer) qu'il effectua.

### Sources
- (en) Cet article est partiellement ou en totalité issu de l’article de Wikipédia en anglais intitulé « German submarine U-145 (1940) » (voir la liste des auteurs).